# Січ-3-О
Січ-3-0 — український супутник дистанційного зондування Землі з оптико-електронним телескопом метрової розподільчої здатності.

Супутник Січ-3-О

Створення супутника передбачалося Національною космічною програмою на 2008–2012.
На борту супутника встановлюється комплекс оптико-електронної апаратури, що дозволяє вирішувати практичні й наукові завдання регіонального і локального рівня з моніторингу рослинних і ґрунтових покривів суші тощо.
Інформація зі супутника використовуватиметься при розробці великомасштабних карт і планів місцевості, геоінформаційних систем, планування міської забудови, прокладання трубопроводів і кабелів, будівництві доріг та ліній зв'язку.
Супутник «Січ-3-О» створюється на базі платформи середнього класу з встановленнями оптико-електронного телескопа високої розподільчої здатності, який має високу конкурентоспроможність і є реакцією космічної галузі України на потреби світового ринку.
| Характеристика                                              | Параметр                                                                          |
| ----------------------------------------------------------- | --------------------------------------------------------------------------------- |
| Маса супутника                                              | 820 кг                                                                            |
| Висота польоту                                              | 667 км                                                                            |
| Нахил орбіти (в градусах)                                   | 98,0                                                                              |
| Орбіта                                                      | Сонячно-синхронна                                                                 |
| Розподільна здатність на місцевості: - Оптичний діапазон    | - 1 м                                                                             |
| Ширина смуги огляду (км)                                    | 10,4                                                                              |
| Спектральні діапазони - панхроматичний - мультиспектральний | - - 0,4…0,9 - 0,4…0,6; 0,6…0,7; 0,7…0,9                                           |
| Точність орієнтації (кут. мінути)                           | 1,6                                                                               |
| Кутова швидкість стабілізації (град/с)                      | 0,0001                                                                            |
| Середньодобова потужність (Вт)                              | 280                                                                               |
| Термін активного існування                                  | не менше 5 років                                                                  |
| Носій виведення                                             | Дніпро Україна                                                                    |
| Дата запуску                                                | визначається                                                                      |
| Розробники                                                  | КБ «Південне» Україна                                                             |
| Виробник                                                    | "Виробниче об'єднання «Південний машинобудівний завод ім. О. М. Макарова» Україна |